# Дайкон
Дайко́н (яп. 大根, букв. — «большой корень», или японская редька, кит. трад. 白蘿蔔, упр. 白萝卜, пиньинь báiluóbo, палл. байлобо, или китайская редька) — овощная разновидность редьки посевной семейства Капустные. По современной классификации в отдельный ботанический таксон не выделяется, но представляет собой сортогруппу в составе подвида Редька дикая подвид посевная (лат. Raphanus raphanistrum subsp. sativus).
В отличие от редьки и редиса, корнеплоды дайкона не содержат горчичных масел, обладают мягким вкусом и нерезким ароматом.
Считается, что эта разновидность редиса ещё в древности была получена японцами селекционным путём из лобы — азиатской группы сортов Редьки (Raphanus), произрастающей в Китае.

## Название
Перевод японского названия — «большой корень». Индийское название — «мули». В литературе встречаются различные варианты русских названий: «сладкая редька», «белый редис».

## Биологическое описание
Корнеплоды растения могут вырастать в длину более 60 см, масса обычно превышает 500 граммов, у некоторых сортов — несколько килограммов.
Вегетационный период составляет 60—70 суток.

## Сорта
Существует много сортов японской редьки. Самый обычный в Японии сорт 'Аокуби' имеет форму гигантской моркови, около 20—35 см в длину и 5—10 см в диаметре.
Сорт 'Сакурадзима', выращиваемый в префектуре Кагосима, имеет огромный корнеплод в форме крупной белой репы, ярко-розового цвета внутри.
Другие, известные в России, сорта: 'Миноваси', 'Токинаси', 'Цезарь', 'Терминатор', 'Император', 'Дракон', 'Большой бык', 'Дубинушка', 'Японский белый длинный'.

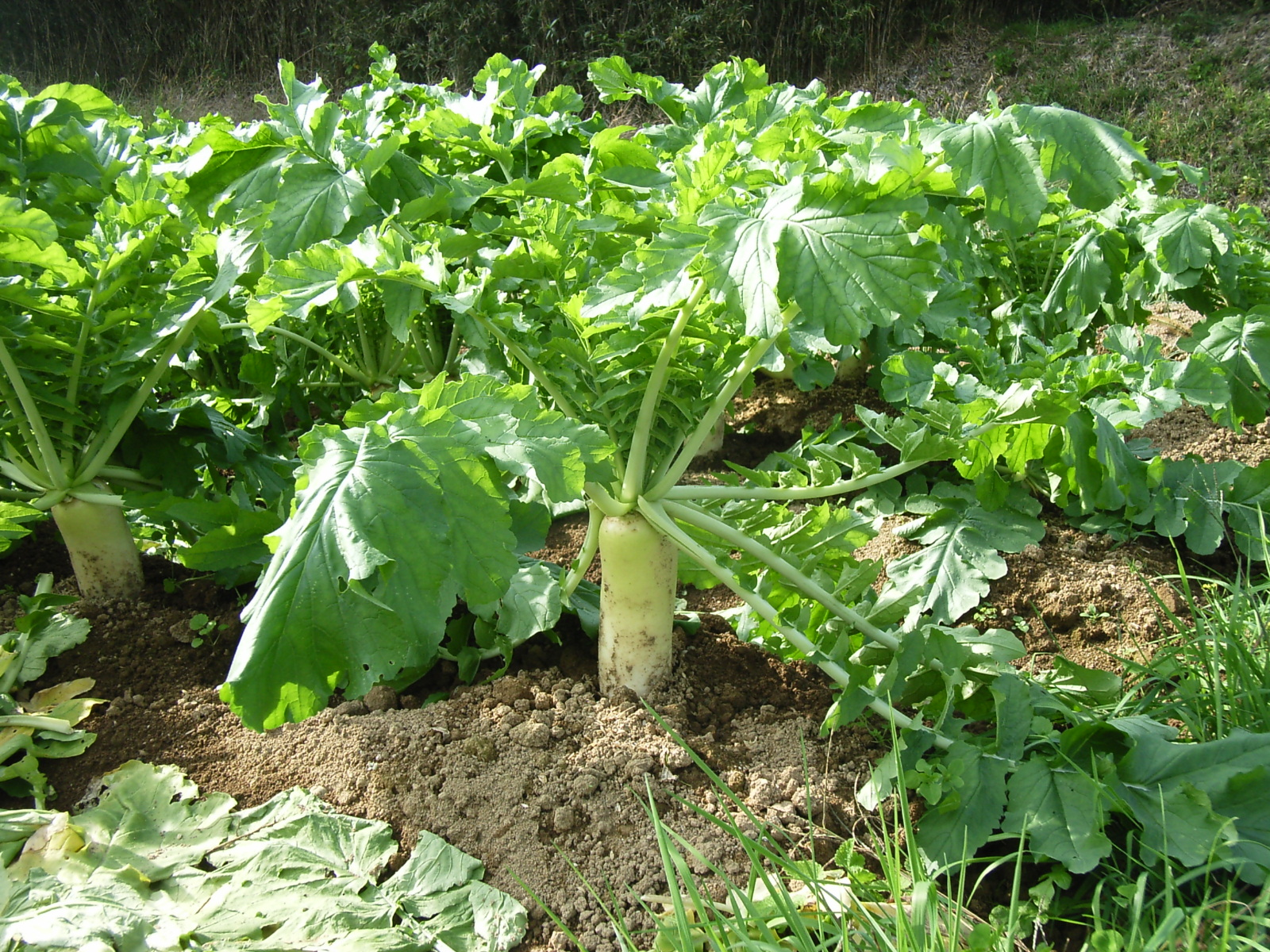
Дайкон в поле

## Вредители
Главный вредитель — крестоцветные блошки (Phyllotreta cruciferae) маленькие прыгающие жуки из трибы земляные блошки (Alticini), семейства листоеды (Chrysomelidae), которые поражают молодые побеги растения.

## Применение
Растение входит в ежедневный рацион японцев и занимает первое место по площади посева среди овощных культур в Японии. Кроме Японии возделывается во многих других странах Юго-Восточной Азии, Европы, Америки. Садоводами-любителями выращивается и в России.
Дайкон — важный ингредиент японской кухни. Дайкон может мариноваться в уксусе, в сыром виде подаётся в салатах и как гарнир для сашими. Тёртый дайкон часто используется как гарнир для жареной рыбы (якидзакана), для натто и соба, с блюдами типа тэмпура. Приготовленный дайкон часто входит в состав супа мисо или подаётся с тушёным мясом. В некоторых префектурах Японии традиционно принято подавать дайкон в тушёном виде с кальмаром или осьминогом.
Мелко порезанный просушенный дайкон называют кирибоси дайкон (яп. 切干大根), что буквально означает «шинкованный дайкон». Для сохранения запаса овощей на зиму принято осенью проводить засолку дайкона. Один из самых популярных способов консервации и одноимённое блюдо называются такуан (яп. 沢庵).
Тушёный в бульоне из соевого соуса и даси дайкон — неотъемлемая составляющая такого стереотипно зимнего блюда как одэн.
Молодые листья дайкона съедобны и могут рассматриваться как листовой овощ. Однако листья дайкона не продаются в магазинах из-за сложностей хранения и транспортировки, они быстро желтеют и обычно удаляются с корнеплодов перед отправкой в магазин. Свежие побеги дайкона (каиварэ) — популярный гарнир для салатов и суши. В японских деревнях листья и побеги дайкона шинкуют и запаривают вместе с рисом, или квасят как капусту и используют в супах и салатах.
В китайской кухне дайкон используется во множестве блюд, часто готовится с мясом и грибами шиитаке, как простое семейное блюдо.
Корейское название японской редьки — му (кор. 무). В корейской кухне она часто солится, корейское название солёного дайкона — танмуджи (кор. 단무지), это аналог японского такуана. Часто используется в приготовлении кимбап и в различных рецептах кимчи.
Засоленный дайкон (monla gyin) популярен в Бирме как самостоятельное блюдо или в составе салата.
В восточноевропейских кухнях дайкон известен как «белая редька», подаётся в салатах на растительном масле, иногда со сметаной или сливками.
Японская редька находит применение во многих национальных кухнях, например, помимо упомянутых — во вьетнамской, тибетской и индийской.

### Пищевая ценность
Дайкон — низкокалорийный продукт, 100 граммов японской редьки содержат 21 килокалорию и обеспечивают 34 % ежедневной потребности витамина C. Ещё установлено, что овощ содержит активный фермент, способствующий перевариванию крахмалистых продуктов.

## В культуре
- Японский писатель-монах XIV века Ёсида Кэнко в своих «Записках от скуки» приводит следующую притчу:

«Жил в Цукуси некий судейский чиновник. Главным лекарством от всех недугов он считал редьку и поэтому каждое утро съедал по две печёные редьки и тем обеспечил себе долголетие.

Однажды, выбрав момент, когда в доме чиновника не было ни души, на усадьбу напали супостаты и окружили её со всех сторон. Но тут из дома вышли два воина и, беззаветно сражаясь, прогнали всех прочь.

Хозяин, очень этому удивившись, спросил:

— О люди! Обычно вас не было здесь видно, но вы изволили так сражаться за меня! Кто вы такие?

— Мы редьки, в которые вы верили многие годы и вкушали каждое утро, — ответили они и исчезли.

Творились ведь и такие благодеяния, когда человек глубоко веровал.»